# Алиев, Азад Микаил оглы
Азад Микаил оглы Алиев (азерб. Azad Mikayil oğlu Əliyev; род. 1956) — азербайджанский скульптор, заслуженный художник Азербайджанской Республики (2018).

## Биография
Азад Микаил оглы Алиев родился 22 января 1956 года, в Баку в семье врачей. В 1972 году, он был принят на скульптурный факультет Азербайджанского Государственного Художественного училища имени Азимзаде. В 1977 году поступил в Азербайджанский государственный университет культуры и искусств, окончил университет в 1982 году.
В 1983—1986 годах был включен в творческую мастерскую Академии художеств СССР, занимался научной деятельностью под руководством академика Омара Эльдарова.
В 1984 году он был принят в Союз художников Азербайджана.

Азад Алиев. Памятник Гейдару Алиеву

Азад Алиев является автором более 2000 работ. Его работы хранятся в личных коллекциях Азербайджана, России, Польши, Германии, Америки, Италии, Франции, Бельгии, Австрии, Центральной Америки, Ирана, Непала, Турции, а также в музеях и парках.
27 мая 2018 года Азад Алиев был удостоен почетного звания заслуженный художник Азербайджана.